# 杭州弱蛛
杭州弱蛛（学名：[Leptoneta hangzhouensis] 错误：{{Lang}}：文本有斜体标记（帮助））为弱蛛科弱蛛属的动物。在中国大陆，分布于浙江等地，主要栖息于洞穴之中。该物种的模式产地在浙江。